# 奇爾頓 (密蘇里州)
奇爾頓（英語：Chilton）是位於美國密蘇里州卡特縣的非建制地區。

## 歷史
奇爾頓的郵局於1888年設立，其後於1942年停運。

## 地理
奇爾頓所處的海拔為高於海平面133米（即436英呎），而該地所採用的時區為UTC-6，即北美中部時區（CST）。同時該地設有夏令時間，為UTC-6調快一小時，即UTC-5（CDT）。